# Mylochromis anaphyrmus
Espèce
Statut de conservation UICN

 LC  : Préoccupation mineure
Synonymes
- Maravichromis anaphyrmus
- Cyrtocara anaphyrmus

Mylochromis anaphyrmus est une espèce de poissons de la famille des Cichlidés endémique du lac Malawi.